# Helaletidae
Helaletidae — вимерла родина тапіроїдів, тісно пов’язаних і, ймовірно, предків справжніх тапірів, які містять Protapirus та всіх нащадків. В альтернативних класифікаціях Helaletidae розглядаються як підродина Tapiridae, Helaletinae.
Члени родини відрізняються меншою кількістю білофодонтних щічних зубів порівняно з іншими тапіроїдами.